# (2147) Kharadze
(2147) Kharadze (1976 US; 1966 CT) ist ein Asteroid des äußeren Hauptgürtels, der zur Veritas-Familie gehört und am 25. Oktober 1976 von Richard Martin West am La-Silla-Observatorium entdeckt wurde.

## Benennung
Der Asteroid wurde vom Entdecker nach Evgenij Kirillovich Kharadze (1907–2001) benannt. Er war Gründer des Abastumani Astrophysikalischen Observatoriums, nach dem der Asteroid (1390) Abastumani benannt wurde sowie seit 1932 dessen Direktor. Von 1972 bis 1978 war er Vizepräsident und später Präsident der Georgischen Nationalen Akademie der Wissenschaften sowie von 1976 bis 1982 Vizepräsident der Internationalen Astronomischen Union (IAU).